# قناة البلاد
قناة البلاد هي قناة اخبارية جزائرية شرعت في البث رسميا يوم 19 مارس 2014، اشتهرت بالبرامج الحوارية والتحقيقات الحصرية وبرامج رياضية وثقافية واجتماعية وترفيهية عديدة، كما أنها تقدم نشرات اخبارية على رأس كل ساعة، مديرها العام هو السيد يوسف جمعة ومقرها 52 شارع ديدوش مراد بالعاصمة.